# Eleutherodactylus maestrensis
Eleutherodactylus maestrensis é uma espécie de anfíbio anuros da família Eleutherodactylidae. Está presente em Cuba. A UICN classificou-a como deficiente de dados.